# Christian's Inferno
«Cristian's Inferno (El infierno de Christian)» es la sexta canción del octavo álbum de la Banda de punk Green day, la canción habla sobre el perfil psicológico de Christian, el personaje del álbum, y su lucha interior por derrotar los demonios internos, que, por eso, lo hacen vivir en un verdadero infierno. Después del primer y segundo coro, Billie Joe Armstrong hace una risa diabólica, haciendo referencia a la temática de la canción. Los últimos acordes son los primeros de "Last Night On Earth".
- Datos: Q5767376